# Dren (wieś)
Dren – wieś w Słowenii, w gminie Kostel. W 2018 roku liczyła 20 mieszkańców.